# Freddie Stroma

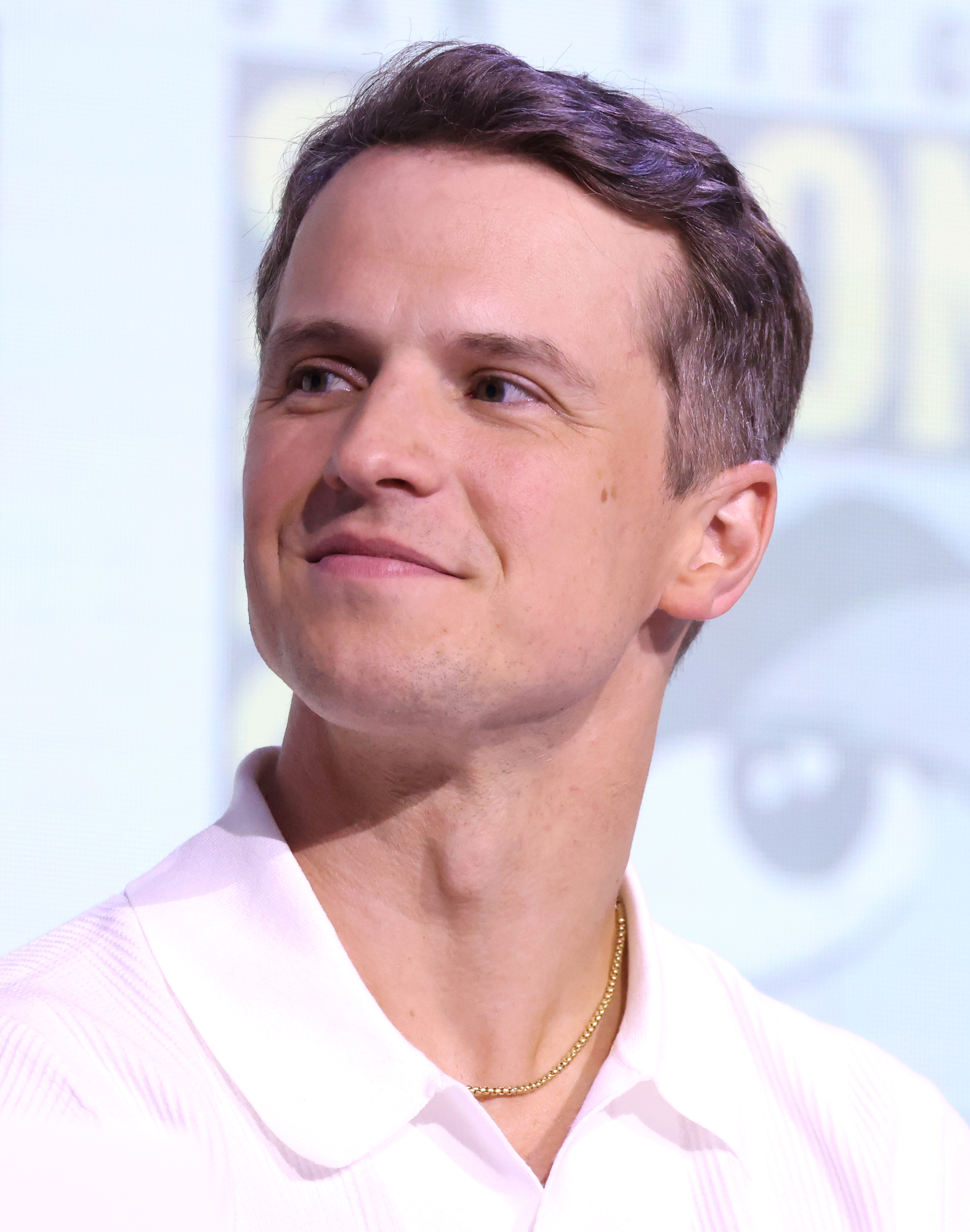
Freddie Stroma (2025)

Freddie Stroma (* 8. Januar 1987 als Frederic Wilhelm C. J. Sjöström in London) ist ein britischer Schauspieler.

## Leben
Freddie Stroma wuchs in Ascot in der englischen Grafschaft Berkshire als mittleres Kind mit zwei Geschwistern auf. Er begann seine Karriere als Model und besuchte die Schauspielschule des National Youth Theatre. 2009 machte er seinen Abschluss, den Bachelor of Science in Neurowissenschaften, am University College London.
Mit 19 Jahren gab er sein Fernsehdebüt als Schauspieler. In den letzten drei Harry-Potter-Verfilmungen spielte Stroma die Rolle des Cormac McLaggen. Er sprach diese Figur außerdem in einem Videospiel. Danach spielte er Nebenrollen in 4.3.2.1 neben Emma Roberts und in Pitch Perfect, sowie eine Hauptrolle in Cinderella Story – Es war einmal ein Lied neben Lucy Hale. Beim Neuchâtel International Fantastic Film Festival 2013 feierte der Science-Fiction-Film The Philosophers – Wer überlebt? Premiere. 2014 erschien Stroma in dem finanziell sehr erfolgreichen Film Sex on the Beach 2. Zudem spielte er 2014 eine Hauptrolle in dem Sci-Fi-Horrorfilm Extraterrestrial, der auf dem Tribeca-Film-Festival seine Premiere feierte. 2015 verkörperte er in der ersten Staffel der Lifetime-Fernsehserie UnREAL den Bachelor Adam Cromwell. Auch in der zweiten Staffel der Serie war er zu sehen. In der sechsten Staffel der Home-Box-Office-Fernsehserie Game of Thrones spielt Stroma Samwell Tarlys Bruder Dickon. Im Januar 2017 wurde bekannt, dass er für die 7. Staffel durch Schauspieler Tom Hopper ersetzt wird.
Am Set von UnREAL lernte er Johanna Braddy kennen. Seit Sommer 2015 sind sie ein Paar, die Verlobung folgte im Mai 2016 und am 30. Dezember 2016 gaben sie sich in Atlanta, Georgia das Ja-Wort.

## Filmografie
- 2006: The Gil Mayo Mysteries (Fernsehserie)
- 2006: Casualty (Fernsehserie)
- 2007: The Last Flight to Kuwait
- 2008: Lady Godiva
- 2009: Harry Potter und der Halbblutprinz (Harry Potter and the Half-Blood Prince)
- 2010: 4.3.2.1
- 2010: Harry Potter und die Heiligtümer des Todes – Teil 1 (Harry Potter and the Deathly Hallows: Part 1)
- 2011: Cinderella Story – Es war einmal ein Lied (A Cinderella Story: Once Upon A Song)
- 2011: Harry Potter und die Heiligtümer des Todes – Teil 2 (Harry Potter and the Deathly Hallows: Part 2)
- 2012: Pitch Perfect
- 2013: The Philosophers – Wer überlebt? (After the Dark)
- 2014: Extraterrestrial: Sie kommen nicht in Frieden
- 2014: Sex on the Beach 2 (The Inbetweeners 2)
- 2015–2018: UnREAL (Fernsehserie)
- 2016: 13 Hours: The Secret Soldiers of Benghazi
- 2016: Game of Thrones (Fernsehserie, Folge 6x06)
- 2018: Manhattan Queen (Second Act)
- 2019: Grand Hotel (Fernsehserie, 2 Folgen)
- 2020: Bridgerton (Fernsehserie, 3 Folgen)
- 2021: The Crew (Fernsehserie)
- 2022: Peacemaker (Fernsehserie)